# Battaglia di Avarayr
La battaglia di Avarayr (in armeno Ավարայրի ճակատամարտ? Avarayri čakatamart) fu combattuta il 2 giugno 451 nella pianura di Avarayr a Vaspurakan tra un esercito armeno cristiano sotto Vardan Mamikonian e la Persia sasanide. È considerata una delle prime battaglie in difesa della fede cristiana. Sebbene i persiani uscrino vittoriosi sul campo di battaglia, la battaglia si rivelò una grande vittoria strategica per gli armeni, poiché Avarayr aprì la strada al trattato di Nvarsak del 484 d.C., che affermò il diritto dell'Armenia di praticare liberamente il cristianesimo.
La battaglia è vista come uno degli eventi più significativi della storia armena. Il comandante delle forze armene, Vardan Mamikonian, è considerato un eroe nazionale ed è stato canonizzato dalla Chiesa apostolica armena.

## Contesto

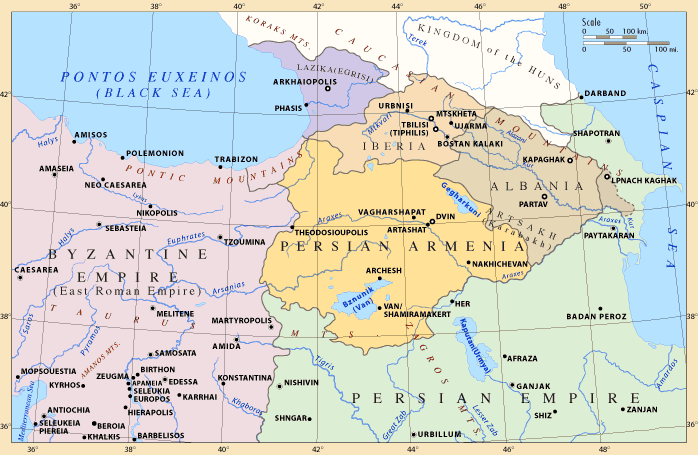
L'area dell'Armenia sotto il dominio persiano.

Il Regno d'Armenia sotto la dinastia degli Arsacidi d'Armenia fu la prima nazione a convertirsi ufficialmente al Cristianesimo, nel 301 d.C. sotto Tiridate III. Nel 428, i nobili armeni chiesero a Bahram V di deporre Artaxias IV (Artashir IV). Di conseguenza, il paese divenne una dipendenza sasanide con un governatore sasanide. I nobili armeni inizialmente accolsero favorevolmente il dominio persiano, a condizione che fosse loro permesso di praticare il cristianesimo; tuttavia, Yazdgard II, preoccupato che la Chiesa armena fosse gerarchicamente dipendente dalla Chiesa cristiana di lingua latina e greca (allineata con Roma e Costantinopoli piuttosto che con la Chiesa d'Oriente di lingua aramaica e sostenuta dai persiani) cercò di costringere la Chiesa armena ad abbandonare Roma e Bisanzio in favore della Chiesa d'Oriente o semplicemente convertirsi allo zoroastrismo. Convocò i principali nobili armeni a Ctesifonte e li spinse a tagliare i loro legami con la Chiesa ortodossa come aveva inteso. Lo stesso Yazdgard II era uno zoroastriano piuttosto che un cristiano, e la sua preoccupazione non era religiosa ma di assicurarsi la lealtà politica.
Secondo la tradizione armena, furono fatti tentativi di demolire chiese e costruire templi del fuoco e furono inviati un certo numero di magi zoroastriani, con il sostegno militare persiano, per sostituire il clero armeno e sopprimere il cristianesimo.
La politica di Iazdegerd, tuttavia, provocò, invece di prevenire, una ribellione cristiana in Armenia. Quando la notizia della costrizione dei nobili raggiunse l'Armenia, scoppiò una rivolta di massa; al loro ritorno, la nobiltà, guidata da Vardan Mamikonian, si unì ai ribelli. Iazdegerd II, appresa la notizia e radunò un enorme esercito per attaccare l'Armenia. Vardan Mamikonian andò in aiuto a Costantinopoli, poiché aveva buoni rapporti personali con Teodosio II, che lo aveva nominato generale, e stava dopotutto combattendo per rimanere nella Chiesa ortodossa. Questa assistenza non è arrivata in tempo.

## Battaglia

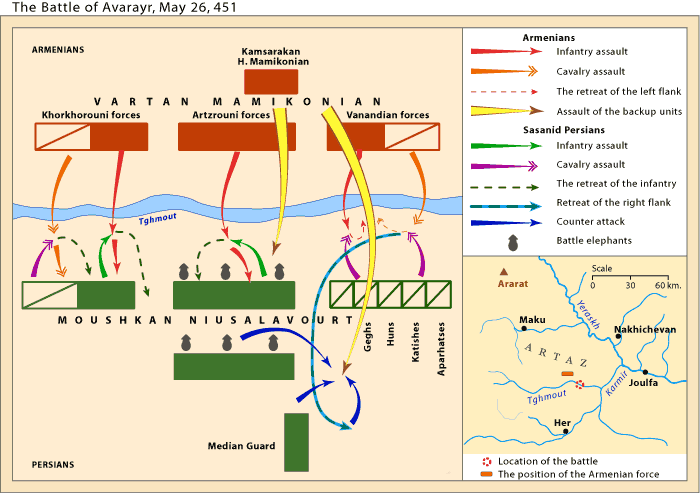
Una panoramica tattica della battaglia.

L'esercito armeno di 66 000 uomini prese la Santa Comunione prima della battaglia. L'esercito era una rivolta popolare, piuttosto che una forza professionale, ma la nobiltà armena che lo guidava e il loro rispettivo seguito erano soldati affermati, molti dei quali veterani delle guerre della dinastia sasanide con Roma e i nomadi dell'Asia centrale. Agli armeni fu permesso di mantenere un nucleo del loro esercito nazionale guidato da un comandante supremo (sparapetto, sparapet in lingua armena) che era tradizionalmente della nobile famiglia Mamikonian. La cavalleria armena era, all'epoca, praticamente una forza d'élite molto apprezzata come alleata tattica sia dalla Persia che da Bisanzio. In questo caso particolare, sia gli ufficiali che gli uomini erano inoltre motivati dal desiderio di salvare la loro religione e il loro modo di vivere. L'esercito persiano, che si ritiene fosse tre volte più grande, comprendeva elefanti da guerra e la famosa cavalleria Savārān. Diversi nobili armeni con deboli simpatie cristiane, guidati da Vasak Siuni, passarono ai Persiani prima della battaglia e combatterono dalla loro parte; nella battaglia, Vardan ottenne i primi successi, ma alla fine fu ucciso insieme a otto dei suoi alti ufficiali.

## Risultato

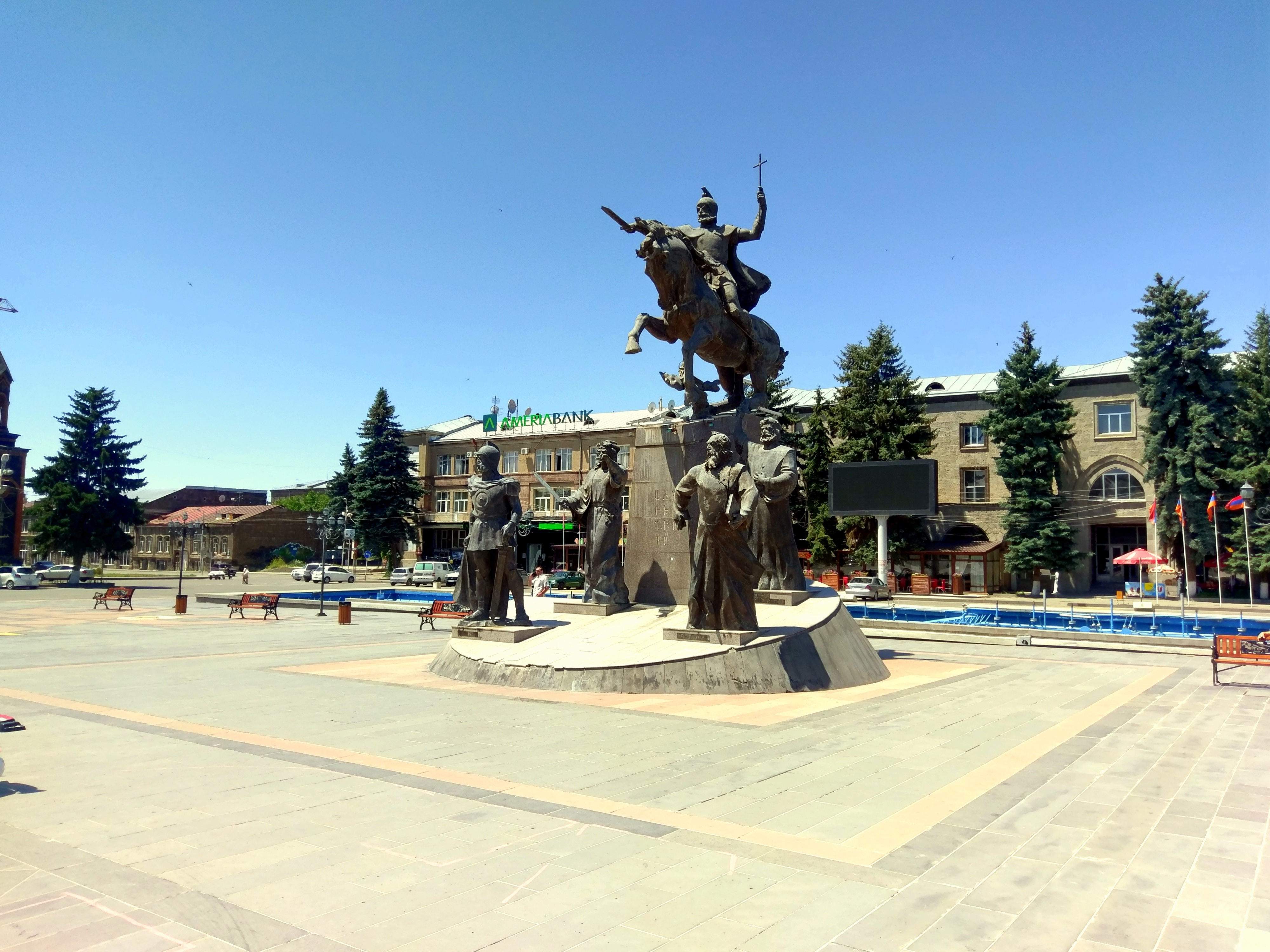
Memoriale della battaglia di Avarayr a Gyumri, Armenia

Dopo la vittoria, Iazdegerd fece incarcerare alcuni sacerdoti e nobili armeni e nominò un nuovo governatore per l'Armenia.
Anche la Chiesa armena non fu in grado di inviare una delegazione al Concilio di Calcedonia, poiché era pesantemente coinvolta nella guerra. Nel VI secolo, la Chiesa armena avrebbe deciso di non accettare il Concilio di Calcedonia, aderendo invece al Miafisismo.
La resistenza armena continuò nei decenni successivi alla battaglia, guidata dal successore e nipote di Vardan, Vahan Mamikonian. Nel 484 d.C., Sahag Bedros I firmò il Trattato di Nvarsak, che garantiva la libertà religiosa ai cristiani armeni e concedeva un'amnistia generale con il permesso di costruire nuove chiese. Per tale ragione gli armeni vedono la battaglia di Avarayr come una vittoria morale; la festa di San Vartan e dei suoi compagni è considerata un giorno sacro dagli armeni ed è uno dei giorni nazionali e religiosi più importanti dell'Armenia.